# Bert Haanstra
Albert (Bert) Haanstra (Espelo, 31 mei 1916 – Hilversum, 23 oktober 1997) was een Nederlands filmregisseur, etholoog en fotograaf die deelnam aan het Nederlands verzet in de Tweede Wereldoorlog.

## Levensloop
Haanstra werd geboren in de onderwijzerswoning van de openbare school de Bosschool te Espelo, waar zijn vader schoolhoofd was. Hij groeide op in verschillende plaatsen in Twente en Salland. Het grootste deel van zijn jeugd bracht hij door in het textielstadje Goor. Van de familie Jannink, die zijn vader kende, kreeg hij op 16-jarige leeftijd een Pathé Baby filmcamera. Hij volgde in deze tijd de Rijkskweekschool in Hengelo, maar bleef in de tweede klas zitten en ging van school.

### Fotograaf
In 1933 was hij in Hengelo enige tijd in opleiding bij de landelijk bekende fotograaf Hans Staal. In 1934 ging hij in Amsterdam bij Sieg Vaz Dias werken als onbezoldigd leerling-persfotograaf. Op 8 november 1934 verscheen voor het eerst een foto van Haanstra in een krant. Deze foto had hij overigens in scène gezet.
Haanstra kreeg hierna een baan bij Vereenigde Fotobureaux, en reisde in 1937 als scheepsfotograaf met de Dempo van de Rotterdamsche Lloyd naar Batavia. Na nog zo'n reis besloot hij voor zichzelf te beginnen. Met fotograaf Barend Ietswaart, richtte hij de N.V. Fotoreportagedienst Express op. Het bedrijf floreerde niet en werd na circa anderhalf jaar weer opgeheven. Via een vriend kwam Haanstra in september 1939 in dienst bij het Gemeente-energiebedrijf (GEB) als assistent-tekenaar.

### Tweede Wereldoorlog
Tijdens de Tweede Wereldoorlog volgde Haanstra de schilderopleiding aan de Rijksacademie voor Beeldende Kunsten te Amsterdam. Ook leidde hij een clandestien bestaan als spionagefotograaf. De lichtdrukkamer op het GEB-kantoor zorgde voor een dekmantel, en fungeerde als donkere kamer voor zijn illegale werk. Haanstra ontwikkelde daar microfilms voor de geallieerden die gebruikt werden ter voorbereiding van bombardementen. Vanaf 1942 of 1943 maakte hij op 35mm-film talloze foto's van kaarten van strategische doelen. Ook maakte hij uitvergrotingen van stempels waarmee stempelmakers vervalste papieren konden maken voor de illegale Persoonsbewijzencentrale (PBC), opgericht door Gerrit Jan van der Veen) als lid van de vervalsingsgroep. Hij heeft zich mogelijkerwijs ook aangesloten bij de fotografengroep "De Ondergedoken Camera". Nadien heeft hij in 1984 het Verzetsherdenkingskruis ontvangen voor zijn verdiensten tijdens WOII.

### Na de oorlog
Vanaf 1947 was Haanstra professioneel filmer. Zijn eerste film, De Muiderkring herleeft, kwam uit in 1949. In 1950 gaf filmproducent Piet van Moock Haanstra de gelegenheid een film te maken over een onderwerp naar eigen keuze. Het werd de succesvolle film Spiegel van Holland, die in 1951 de Grand Prix du Court Métrage won op het Filmfestival van Cannes. Daarna volgden successen als Fanfare (1958), Bij de beesten af (1972) en Dokter Pulder zaait papavers (1975). Zijn laatste speelfilm, Een pak slaag (1979) werd niet goed ontvangen. Later zou Haanstra verklaren dat hij zich mogelijk te veel had laten leiden door de ontroering over zijn aan de ziekte van Alzheimer lijdende moeder in die tijd; ook de hoofdpersoon uit de film leed daar aan.

### Shell
Haanstra had in 1950 de leider van de in Londen gevestigde Shell Film Unit, Sir Arthur Elton ontmoet, die op zoek was naar nieuw talent. Hier volgde hij het voorbeeld van de Engelse documentaireschool rond John Grierson voor de heldere, zakelijke documentaire. Haanstra omschrijft deze periode als zeer belangrijk voor zijn nieuwe houding tegenover de documentairefilm en noemde de films die hij voor Shell maakte 'het grotere werk' in vergelijking met zijn voorgaande films. De toenemende intensieve samenwerking met Elton duurde tot in de 60-er jaren. In 1951 volgde de eerste opdracht van Shell voor de documentaire Dijkbouw over de dijkaanleg in de IJsselmeerpolders. In 1956 vertrok Haanstra als productieleider van de Venezolaanse Shell Film Unit. Hij maakte er films, zoals The Sky is Ours, The Viscount en Borburata. Van januari 1957 tot maart 1958 werd hij filmproductieconsultant voor Shell in Nederland, wat inhield dat hij de leiding over de filmproductie had. Hij vervaardigde de film Pattern of Supply en begeleidde andere films. Begin jaren 60 stopte hij met het maken van films voor Shell en gaf alleen nog adviezen aan jongere filmmakers, zoals aan George Sluizer.

De films die Shell maakte, die zij zelf 'prestigefilms' noemde, moesten voor een breed publiek geschikt zijn, voorlichting geven en geen reclamefilms zijn. Haanstra kon aan deze verwachtingen voldoen en voegde een groot aantal films aan de filmcatalogus van het bedrijf toe.  

## Onderscheidingen

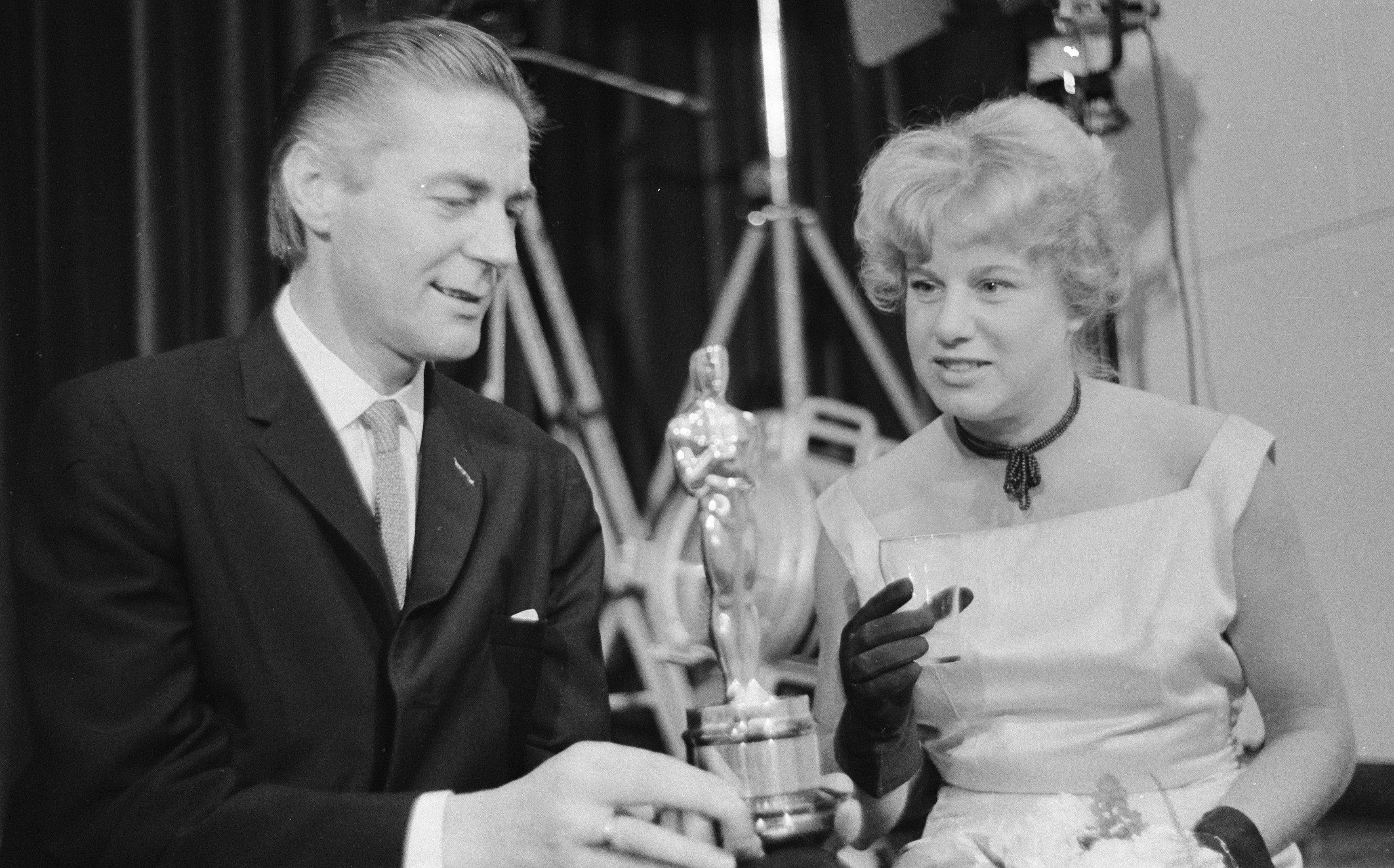
Bert Haanstra neemt een Oscar in ontvangst (1960). Rechts echtgenote Nita Wijtmans.

Haanstra kreeg voor zijn films en documentaires tegen de honderd filmonderscheidingen. Voor zijn documentaire Glas kreeg hij in 1960 een Oscar. Zijn films Alleman (1963) en Bij de beesten af (1972) werden voor diezelfde prijs genomineerd. Deze films, alsmede De stem van het water (1966), tonen Haanstra's specialiteit: het op een geestige wijze portretteren van de samenleving. Hij schroomde daarbij niet, om sommige passages in zijn documentaires in scène te zetten.

## Privé
Haanstra was Officier in de Orde van Oranje Nassau. Hij was getrouwd met Angenita (Nita) Wijtmans. Net als zijn ouders kreeg Haanstra in zijn laatste jaren de ziekte van Alzheimer. Hij woonde vanaf 1995 met zijn eigen studio in het Rosa Spier Huis. Haanstra overleed op 81-jarige leeftijd in Hilversum aan een longontsteking en ligt samen met zijn vrouw begraven op de Gemeentelijke Begraafplaats in Laren. Hun kinderen zijn ook actief in de filmwereld: Rimko Haanstra (1948) is filmregisseur en Jurre Haanstra (1952) componeert filmmuziek.

## Filmfestival van Cannes
Een aantal van zijn werken is op het filmfestival van Cannes vertoond:
- 1951: Miroirs de Hollande (onderscheiden met de "Grand Prix du- court métrage")
- 1952: Panta Rhei
- 1954: Exploratieboren
- 1954: De opsporing van aardolie
- 1956: En de zee was niet meer
- 1957: Rembrandt schilder van de mens
- 1958: Fanfare

## Filmografie van door Haanstra geregisseerde films
- De Muiderkring herleeft (1949)
- Boer Pieterse schoot in de roos (1950) (camera)
- Spiegel van Holland (1950)
- Myrte en de demonen (1950)
- Nederlandse beeldhouwkunst tijdens de late middeleeuwen (1951)
- Panta Rhei (1952)
- Dijkbouw (1952)
- The Chanching Earth/Ontstaan en vergaan (1953); Shell-films
- The Search for Oil/Op zoek naar aardolie (1953); Shell-films
- The Wildcat/De Exploratieboring (1953); Shell-films
- The Oilfield/Het Olieveld (1954); Shell-films
- The Rival World/Strijd zonder einde (1955); Shell-films
- God Shiva (1955), gedanst door Raden Mas Jodjana
- En de zee was niet meer (1955)
- The Sky is Ours (1956); Shell-films Venezuela
- The Viscount (1956); Shell-films Venezuela
- Borburata (1956); Shell-films Venezuela
- Cat Crackers (1956); Shell-films Venezuela
- Rembrandt, schilder van de mens (1957)
- Over glas gesproken (1958)
- Glas (1958)
- Fanfare (1958)
- De zaak M.P. (1960)
- Zoo (1961)
- Delta phase 1 (1962)
- Alleman (1963)
- De stem van het water (1966)
- Retour Madrid (1968)
- Trafic (samen met Jacques Tati) (1971)
- Bij de beesten af (1972)
- Dokter Pulder zaait papavers (1975)
- Nationale parken... noodzaak (1978)
- Een pak slaag (1979)
- Vroeger kon je lachen (1983)
- Nederland (1983)
- Chimps onder elkaar (1984)
- Monument voor een gorilla (1987)
- Kinderen van Ghana (1988)

Zijn verzameld werk is uitgebracht op dvd, met enig begeleidend commentaar van Haanstra: "Bert Haanstra compleet" (10 dvd's).

## Werk in openbare collecties (selectie)
- Rijksmuseum Amsterdam[12]